# Marco Storari
Marco Storari (Pisa, 7. siječnja 1977.) talijanski je umirovljeni nogometaš.

## Klupska karijera

### Ranija karijera
Storari je rođen u Pisi, kao junior nastupao je za Perugiu i Montevarchi Calcio. Profesionalnu karijeru je započeo u Anconi, u trećoj talijanskoj ligi. Nakon dvije godine,Storari je otišao u Napoli, koji je tada bio u drugoj ligi.
Prvi puta u Serie A je nastupio za Messinu, 2003. godine protiv Parme. 2007. godine je prešao u Milan, u kojem se nije baš naigrao. Za Milan je u tri godine provedene u klubu nastupio sam 10 puta. Milan ga je posuđivao: Levanteu, Cagliariju, Fiorentini i Sampdoriji.
Prvi dio 2010. godine je proveo u Sampdoriji, gdje mu je trener bio Luigi Delneri.

### Juventus

#### Sezona 2010./11.
Nakon što se Milan i Sampdoria nisu mogli dogovoriti oko transfera, Storari je prodan Juventusu za 4,5 milijune eura 23. lipnja 2010. On je bio drugi igrač koji je došao u Juventus otkako je Delneri postavljen na mjesto trenera, a Giuseppe Marotta sportski direktor. S njima dvojicom je surađivao u Sampdoriji. 1. srpnja je potpisao trogodišnji ugovor, u kojem je trebao biti zamjena Gianluigiju Buffonu, koji je ozljedio leđa na svjetskom prvenstvu u Južnoj Africi. Glavni konkurent za mjesto prvog golmana dok nije bilo Buffona mu je bio Alex Manninger, ali se Storari pokazao boljim rješenjem i tako je nastupio u svakoj prvenstvenoj utakmici za Juve do 2011. godine.
U sezoni 2010./11. proglašen je najboljim vratarem polusezone po dolasku u Juventus kada je imao mjesto u prvih 11 zbog ozljede Gianluigija Buffona. Kasnije tijekom te sezone gubi mjesto u početnome sastavu, a Juventus do kraja sezone završava na razočaravajućem 7. mjestu.

#### Sezona 2011./12.
U svojoj drugoj sezoni u Torinu Storari je prihvatio ulogu drugog vratara momčadi iza Buffona, a novi trener Antonio Conte obećao mu je nastupe u kupu Italije. Juventus je te sezone osvojio Serie A, što je Storariju bio prvi profesionalni trofej, a Conte je ostao dosljedan sebi i ispunio je obećanje koje je dao Storariju te je on tako branio u finalu talijanskog kupa protiv Napolija. Storari se nije dobro snašao među vratnicama protiv Napolija te je skrivio jedanaesterac i koštao Juventusa duple krune.
Te je sezone u Serie A branio u dvije utakmice dok je Buffon nakratko bio ozlijeđen, te je dobio priliku braniti i u posljednjem, 38. kolu protiv Atalante kada je prvenstvo već bilo odlučeno.

#### Sezona 2012./13.
Treću sezonu u torinskome klubu Storari započinje nastupom u 1. kolu Serie A protiv Parme kada je zamijenio lakše ozlijeđenog Buffona, no odmah nakon te utakmice Storari ponovno sjeda na klupu.

## Reprezentativna karijera
Storari nikad nije nastupio za talijansku reprezentaciju, iako je bio pozvan na kvalifikacijsku utakmicu za svjetsko prvenstvo 2006. godine, za utakmicu protiv Slovenije u listopadu 2005. godine kao treći golman.

## Vanjske poveznice
- Profil na Transfermarktu
- Profil na Soccerwayu